# Повернення (фільм, 1987)
«Повернення» — радянський художній двосерійний телефільм 1987 року, знятий на Кіностудії ім. О. Довженка.

## Сюжет
Сергій Михайлович Сорокін, приїжджає в рідне село продати свій будинок. Зустрівшись з односельцями, він багато дізнається про їхнє життя. Сергій Михайлович приймає рішення залишитися працювати в рідному радгоспі, щоб назавжди повернутися до рідної землі…

## У ролях
- Юрій Назаров — Сергій Михайлович Сорокін
- Ніна Антонова — Катерина Василівна Рогачова
- Євген Шутов — Артем Іванович Калашников, секретар парткому
- Сергій Столяров — Павло Сорокін
- Тетяна Кравченко — Клава
- Георгій Куликов — Ілля Лукич Лукашин
- Олександр Бєлявський — Василь Петрович Соковников
- Олена Ілляшенко — Наталя
- Любов Соколова — Петрівна
- Людмила Алфімова — Тетяна Олександрівна
- Олександр Мілютін — Назар
- Анатолій Матешко — Олег
- Зінаїда Воркуль — баба Маня
- Галина Довгозвяга — Галя
- Віктор Уральський — сторож
- Наталія Поліщук — Олена
- Леонід Яновський — Микола
- Федір Циганков — онук Лукашина
- Дмитро Циганков — онук Лукашина
- Марфа Назарова — онука Лукашина
- Володимир Волков — виконроб

## Знімальна група
- Режисер — Анатолій Буковський
- Сценарист — Віктор Богатирьов
- Оператор — Віталій Зимовець
- Композитор — Євген Дога
- Художник — Валерій Новаков